# 壺井義知
壺井 義知（つぼい よしちか（よしとも）、明暦3年2月9日（1657年3月23日） - 享保20年10月24日（1735年12月8日））は、江戸時代の有職故実家。
河内国出身。初名は韶政、字は子安、通称は安左衛門、字は子安、鶴翁・鶴寿と号し、堂号に温故軒。
信州、加賀を遍歴した後京に出て貞享2年（1685年）四辻家に仕え、平田内匠に官職を学ぶ。公家の典拠故実に通じ、多くの著述をなし、和歌をもよくした。

## 著書
- 『官職浮説或問』（宝永6年（1709年））
- 『職原抄弁疑私考』
- 『装束要領抄』
- 『文飾推談』
装束の文様の持つ意義を研究（たとえば蝶丸は蚕の意味で子孫繁栄の象徴であるなど）。霊元上皇の天覧に供され、「其論弁之明且正」を褒める女房奉書を下賜されたという。(蓬左文庫蔵本奥書。天覧の件は『関秘録』にもみえる)